# Ana Kumarić
Ana Kumarić (Sućuraj, ?) je hrvatska književnica iz Australije. Piše pjesme na hrvatskom i engleskom jeziku, a mnoge od njih odražavaju krajobraze njena djetinjstva.Uređuje pjesničke zbirke.

## Životopis
Rodila se je u Sućurju. Studirala je u Zagrebu. Poslije je otišla živjeti u Australiju gdje je radila u računovodostvu. Iz Australije je otputovala 1974. godine i vratila se u Zagreb 1976. godine. 1984. se je godine vratila u Australiju.

## Djela
Objavila je u skupnim zbirkama i zbornicima:
Reunion (2003.), Five Bells, Spring, (2003.), Jeka plave ptice (1999.),  zbirci Mirrors in the Shadow (1994., urednica istog izdanja), The Opening of Borders (antologija poezije sudionika XXI. svjetskog pjesničkog kongresa, Sydney, 2001.) te knjige  The Rainbow  (1993.) i Olujni vjetrovi (1992.), a potonje dvije u izdanju Hrvatsko-australskog literarno-umjetničkog društva iz Sydneya.
Uredila je dvojezičnu zbirku Mirrors in the Shadow, u kojoj se osim nje nalaze pjesme Drage Glamočaka, Nine Lousin, Mirjane Emine Majić, Ivana Skračića-Bodula, Dinke Bednjačić, Ante Glavora, Marije Kosović-Makić, Sanje Fijačko-Ferenc, Drage Šaravanje i Marije Šoštarec.